# マシーラ空軍基地
マシーラ空軍基地（マシーラくうぐんきち、英: RAFO Masirah）は、オマーンのマシーラ島に位置するオマーン空軍の基地である。

## 基地施設
マシーラ空軍基地は標高20m（64ft）に位置し、07/25方向に2,574m、17/35方向に3,050mの滑走路をそれぞれ1本備えている。

## 所在部隊
- 第1飛行隊（PC-9M、スーパームシュシャク（英語版））
- 第6飛行隊（ホーク Mk.103、ホーク Mk.203（英語版））
- 第15飛行隊分遣隊（スーパーリンクス Mk.120）